# 孫祿
孫祿（1465年—？），字天錫，山東承宣布政使司登州府棲霞縣（今山東省煙臺市棲霞縣）人，明朝政治人物、進士出身。

## 生平
弘治二年（1489年）己酉科山東鄉試第一十九名舉人。弘治九年（1496年）中式丙辰科會試第六十九名，二甲第五十一名進士，授户部主事、升户部郎中，督理宣大粮储。正德七年（1512年），担任扬州府知府。正德九年八月，升河南布政使司右参政。正德十一年，改山西布政使司参政，后历任河南参政、浙江右布政使。嘉靖二年，升任湖广布政使，同年改应天府府尹。

## 家族
曾祖孫巖；祖父孫政；父孫善，醫學訓科。母解氏。慈侍下。